# Cecidophyopsis ribis
Cecidophyopsis ribis är en spindeldjursart som först beskrevs av John Obadiah Westwood 1869.  Cecidophyopsis ribis ingår i släktet Cecidophyopsis och familjen Eriophyidae. Inga underarter finns listade i Catalogue of Life.